# Distrito electoral de Ashby (condado de Grant, Nebraska)
Ashby (en inglés: Ashby Precinct) es un distrito electoral ubicado en el condado de Grant en el estado estadounidense de Nebraska. En el Censo de 2010 tenía una población de 123 habitantes y una densidad poblacional de 0,19 personas por km².

## Geografía
Ashby se encuentra ubicado en las coordenadas 41°52′59″N 102°0′35″O / 41.88306, -102.00972. Según la Oficina del Censo de los Estados Unidos, Ashby tiene una superficie total de 645.62 km², de la cual 639.77 km² corresponden a tierra firme y (0.91%) 5.85 km² es agua.

## Demografía
Según el censo de 2010, había 123 personas residiendo en Ashby. La densidad de población era de 0,19 hab./km². De los 123 habitantes, Ashby estaba compuesto por el 99.19% blancos y el 0.81% eran asiáticos.